# Jos De Haes
Œuvres principales
- Gedaanten (1954)
- Azuren holte (1964)

Jos De Haes est un écrivain et un poète belge de langue néerlandaise né à Louvain le 22 avril 1920 et mort à Jette le 1er mars 1974.
Il a aussi été traducteur de textes classiques grecs et responsable des émissions littéraires et dramatiques de la Belgische Radio- en Televisieomroep (BRT).

## Distinctions
En 1955, Jos De Haes a été lauréat du prix de l'Arche de la parole libre (Arkprijs voor het Vrije Woord) et du prix Guido Gezelle de l'Académie royale flamande de langue et de littérature.
En 1965, le prix triennal belge de poésie lui est décerné.

## Œuvres
- 1942 – Het andere wezen
- 1945 – Pindaros. Pythische oden (traduction)
- 1946 – Ellenden van het woord
- 1954 – Gedaanten
- 1956 – Richard Minne (essai)
- 1957 – Reisbrieven uit Griekenland (lettres de voyage)
- 1959 – Sophokles. Philoktetes (traduction)
- 1964 – Azuren holte
- 1974 – Verzamelde gedichten
- 1986 – Verzamelde gedichten
- 2004 – Gedichten